# Valdoviño
Valdoviño község Spanyolországban, A Coruña tartományban. Valdoviño Narón, San Sadurniño, Moeche, Cerdido és Cedeira községekkel határos. Lakosainak száma 6857 fő (2024).

## Népesség
A település népessége az utóbbi években az alábbiak szerint változott:
| Lakosok száma | 6795 | 6854 | 6896 | 6978 | 6926 | 6796 | 6650 | 6563 | 6872 | 6857 |
|               | 2001 | 2004 | 2006 | 2009 | 2011 | 2014 | 2016 | 2019 | 2021 | 2024 |